# Nanobaktérium

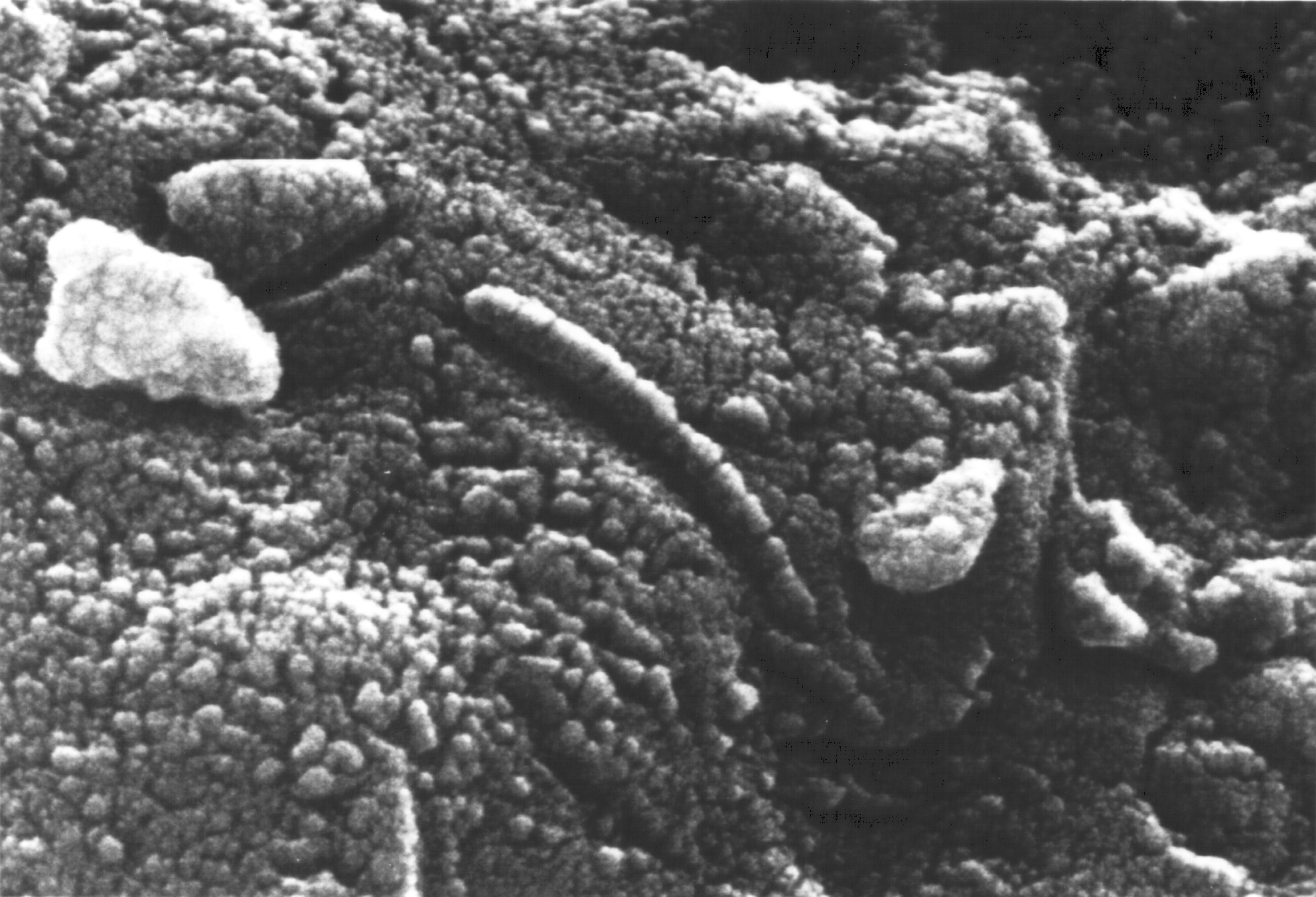
Az ALH84001 meteoritban talált nanométeres, a baktériumokra hasonlító képződmények.

A nanobaktériumok olyan nagyon parányi élőlények (létezésük vitatott), melyek mérete sokkal kisebb az élet számára általánosan elfogadott 200 nanométernél (azaz nem fér el benne többek közt a DNS). Először 1981-ben írtak le ilyen feltételezett élőlényeket, a legismertebb, hozzájuk kapcsolódó felfedezés a nanométeres tartományba eső, feltételezett fosszíliák marsi eredetű ALH84001 meteoritban történt felfedezése, 1996-ban.

## Külső hivatkozások
- Puskás László: Nanobionták. Szépnap Kiadó, 2006. ISBN 963-06-1219-4